# Aniela Róża Godecka
Róża Godecka (właśc. Aniela Justyna Godecka-Kostka h. Dąbrowa; imię zakonne Maria Róża od Niepokalanego Poczęcia NMP; ur. 13 września 1861 w Korczewie nad Wołgą, zm. 13 października 1937 w Częstochowie) – Czcigodna Służebnica Boża Kościoła rzymskokatolickiego, współzałożycielka Zgromadzenia Małych Sióstr Niepokalanego Serca Maryi (honoratek).

## Życiorys
Była najstarszym dzieckiem Jana Godeckiego, h. Dąbrowa, i Natalii z d. Bachtysto. Została ochrzczona 26 września 1861. W wieku 5 lat została osierocona przez matkę.
W 1882 ukończyła Instytut Mikołajewski w Moskwie, uzyskując dyplom wychowawcy, co upoważniało ją do nauczania w szkole. Po kilku miesiącach wyjechała do Polski, gdzie objęła posadę domowej nauczycielki.
We wrześniu 1887 została przyjęta do postulatu Zgromadzenia Córek Najczystszego Serca Maryi, założonego przez Honorata Koźmińskiego przy współudziale Pauli Maleckiej. W 1888 na prośbę o. Koźmińskiego zajęła się pomocą robotnicom fabrycznym, zastrzegła jednak, że nie opuści zgromadzenia. Dopiero przeżycie podczas adoracji 13 września 1888 skłoniło ją do wyrażenia zgody na założenie nowego zgromadzenia, nastawionego głównie na pomoc robotnicom. Datę 4 października 1888 uznaje się za dzień powstania Zgromadzenia Małych Sióstr Niepokalanego Serca Maryi – honoratek. Pierwsze członkinie zostały przyjęte do nowo powstałego zgromadzenia 7 października 1888 w Warszawie.
Aniela Godecka pozostawiła sobie imię, które przyjęła w Zgromadzeniu Córek Najczystszego Serca Maryi – Maria od Wcielenia. W 1895 poprosiła o. Koźmińskiego, aby wybrał dla niej nowe imię. Wówczas nadał jej imię: Maria Róża od Niepokalanego Poczęcia NMP.
27 marca 1891 złożyła śluby wieczyste. W latach 1900–1902 przebywała we Włocławku. W lutym 1902 przybyła do Nowego Miasta nad Pilicą, gdzie od marca przejęła obowiązki sekretarki o. Koźmińskiego. Po jego śmierci przeniosła się w grudniu 1916 do Częstochowy.
Po ciężkiej chorobie zmarła 13 października 1937. Została pochowana na Cmentarzu św. Rocha w Częstochowie. 26 marca 1998 jej szczątki zostały przeniesione do tamtejszego kościoła Podwyższenia Krzyża Świętego.

## Odznaczenia
Prezydent Rzeczypospolitej Ignacy Mościcki 15 października 1937 pośmiertnie nadał Anieli Godeckiej Złoty Krzyż Zasługi „za zasługi na polu pracy społecznej”.

## Proces beatyfikacyjny
W 1994 został rozpoczęty proces beatyfikacyjny Anieli Róży Godeckiej. 19 czerwca 2021 papież Franciszek podpisał dekret o heroiczność cnót i odtąd przysługuje jej tytuł Czcigodnej Służebnicy Bożej.